# Korona królów
Korona królów (polnisch: Krone der Könige) ist eine polnische Fernsehserie in Form einer historischen Seifenoper, die von 2018 bis 2020 und ab 2023 auf dem staatlichen Sender TVP1 gesendet wird. Gegenstand der Erzählung ist die Geschichte der polnischen Monarchen aus den Dynastien der letzten Piasten, der Anjou und der ersten Jagiellonen. Sie umfasst die Jahre von 1325 bis ca. 1440. Gedreht wurde an historischen Orten, unter anderem auf der Burg Bobolice und auf dem Wawel in Krakau, sowie in den Studios.